# Beechcraft CT-134 Musketeer
El Beechcraft CT-134 Musketeer fue un derivado de entrenamiento militar del Musketeer, construido por Beechcraft para las Fuerzas Canadienses. El CT-134 era un avión ligero de cuatro asientos, ala baja y monomotor, con tren de aterrizaje fijo y capacidad acrobática limitada.

## Diseño y desarrollo
A principios de los años 60 del siglo XX, el avión de entrenamiento elemental estándar de la Real Fuerza Aérea Canadiense era el De Havilland DHC-1 Chipmunk. La instrucción de vuelo era completada por pilotos estudiantes en el DHC-1 antes de que progresasen al entonces nuevo entrenador a reacción CT-114 Tutor. Se tomó la decisión, por parte del Cuartel General de la RCAF, de retirar los DHC-1 del servicio y no reemplazarlos, ya que se consideró que el CT-114 era lo suficientemente fácil de volar como para no necesitar un entrenamiento inicial. El CT-114 desarrolló rápidamente una tasa de fracaso de cerca del 95 % entre los pilotos estudiantes de reactores y quedó claro que se necesitaba un entrenador básico. Debido a la anterior relación como cliente de la RCAF con Beechcraft mientras operaba los aviones bimotores Expeditor de la compañía, se realizó una apresurada compra de veinticuatro B23 Musketeer en 1971. El primer CT-134 llegó a la CFB Portage la Prairie el 23 de marzo de 1971.
Los nuevos entrenadores fueron designados CT-134 Musketeer en las entonces Canadian Armed Forces. Los aviones comprados eran Model B23 estándar, equipados con el motor O-360-A4G de 130 kW (180 bhp), modificados con la adición de una aleta en la cubierta del motor, una aleta estabilizadora horizontal y otra ventral para mejorar las prestaciones de recuperación de barrenas. Fueron matriculados inicialmente como 13401-13424, pero fueron rematriculados 134001-134024 para evitar la confusión con otros números de serie de aviones de las Fuerzas Canadienses.
El lote inicial de CT-134 fue reemplazado a finales de 1981 con la compra de veinticuatro aviones más. Eran del modelo Beechcraft C23 Sundowner de 1982, y fueron designados por las Fuerzas Canadienses como CT-134A Musketeer II. Fueron matriculados 134025-135048.
El CT-134 fue aprobado para realizar acrobacias limitadas, incluyendo rizos, toneles, chandelles y ochos perezosos.

## Historia operacional
Ambos lotes de Musketeer sirvieron con la 3 Canadian Forces Flying Training School y la Canadian Forces Flying Instructor School en la CFB Portage la Prairie, Manitoba, y la Canadian Forces Central Flying School en Winnipeg, hasta que fueron reemplazados por Slingsby Firefly operados bajo contrato por Bombardier Aerospace en 1992. Durante sus 21 años de servicio, la flota de CT-134 y CT-134A en la 3 CFFTS entrenó a cerca de 5000 graduados como pilotos militares canadienses.
En servicio operacional, el CT-134 sufrió muy pocos accidentes. Uno de los escasos accidentes ocurrió el 23 de marzo de 1990, cuando el Musketeer 134029 tuvo un fallo de motor en el despegue desde el Erickson Municipal Airport en Erickson, Manitoba, mientras se impartían vuelos de familiarización a Reales Cadetes Aéreos Canadienses. El accidente fue causado por falta de combustible y el avión fue retirado.
El mantenimiento de la flota de CT-134 era llevado principalmente por la CFB Portage la Prairie Base Aircraft Maintenance Engineering Organization, con el Depot Level Inspection and Repair (DLIR) siendo llevado a cabo en el Field Aviation del Aeropuerto Internacional de Calgary en Calgary, Alberta.
Tras el retiro, los CT-134 y CT-134A no fueron vendidos para uso en vuelo debido a los problemas estructurales que sufrían por los años de acrobacias. En su lugar, fueron donados a museos o usados para entrenamiento de mantenimiento de la fuerza aérea o civil. Algunos CT-134 todavía sirven como monumentos en unas pocas Canadian Forces Bases actuales y antiguas, así como en residencias de la Royal Canadian Legion, una distinción lograda por muy pocos aviones ligeros de su clase.
En el servicio militar canadiense, el avión era referido por los pilotos instructores y estudiantes por el apodo Muskrat (rata almizclera).

## Variantes
CT-134
Versión militar del B23 Musketeer, equipado con una planta motriz Lycoming O-360-A4G de 180 hp, 24 construidos.
CT-134A
Versión militar del C23 Sundowner, equipado con una planta motriz Lycoming O-360-A4K de 180 hp, 24 construidos.

## Operadores militares
Canadá
- Fuerzas Canadienses

## Especificaciones
Referencia datos: C-12-134-000/MC-000 Operating Checklist Musketeer CT 134, CFTMPC, 10 Jul 79

### Características generales
- Tripulación: Dos (un instructor y un estudiante)
- Capacidad: Dos pasajeros
- Longitud: 7,9 m (25,8 ft)
- Envergadura: 10 m (32,8 ft)
- Altura: 2,5 m (8,2 ft)
- Superficie alar: 13,6 m² (146,4 ft²)
- Perfil alar: NACA 63A415[7]
- Peso vacío: 707 kg (1558,2 lb)
- Peso máximo al despegue: 1110 kg (normal), 974 kg (para acrobacias)
- Planta motriz: 1× motor lineal de cuatro cilindros opuestos horizontalmente, refrigerado por aire Lycoming O-360-A4G.
  - Potencia: 136 kW (188 HP; 185 CV)

### Rendimiento
- Velocidad nunca excedida (Vne): 231 km/h (144 MPH; 125 kt)
- Alcance: 1257 km (679 nmi; 781 mi)
- Techo de vuelo: 3962 m (12 999 ft)
- Régimen de ascenso: 4,5 m/s (878 ft/min)
- Carga alar: 82 kg/m² (16,8 lb/ft²)
- Potencia/peso: 8,2 kg/kW (13,6 lb/hp)

## Aeronaves relacionadas

### Desarrollos relacionados
- Beechcraft Musketeer
- Beechcraft Duchess

### Aeronaves similares
- T-41 Mescalero

### Secuencias de designación
- Secuencia CT-_ (Aeronaves de las Fuerzas Canadienses, 1968-actualidad): ← CX-131 - CC-132 - CT-133 - CT-134 - CH-135 - CH-136 - CC-137 →